# Idée Inc.
Idée Inc. ist ein als Aktiengesellschaft eingetragenes Unternehmen aus Toronto, das Bildidentifizierungs- und Suchsoftware entwickelt und anbietet. Das Unternehmen gilt als einer der Pioniere in der Bildüberwachungsindustrie.

## Produkte und Leistungen
Die Suchalgorithmen funktionieren laut Idée ohne Metadaten, das heißt, es werden sogenannte Image Fingerprints (Fingerabdrücke) des Bilddatenbestandes erzeugt und anhand dieser Fingerprints trifft die Software Entscheidungen bezüglich Ähnlichkeiten zweier Bilder.

### TinEye
TinEye ist Idées unentgeltlich nutzbares Produkt. Es ermöglicht eine webbasierte Suche nach gleichen oder ähnlichen Abbildungen (inkl. Derivate) eines hochgeladenen oder per URI angegebenen Bildes.

### PixID
PixID funktioniert ähnlich wie TinEye, ist jedoch für den professionellen Nutzerkreis ausgelegt und wird dazu verwendet, um Publikationen in Web und Print zu überwachen, um festzustellen, wo (eigenes) Bildmaterial genutzt wird.

### Piximiliar
Dieses Produkt ermöglicht die Suche nach Bildern, die selbst bestimmten Farbtönen entsprechen oder den Farbtönen eines hochgeladenen Fotos.